# اچ‌ام‌اس کورن (ام۴۱)
اچ‌ام‌اس کورن (ام۴۱) (به انگلیسی: HMS Quorn (M41)) یک کشتی است که طول آن 60 m می‌باشد. این کشتی در سال ۱۹۸۸ ساخته شد.